# Partido Mar Chiquita
Mercedes ist ein Partido im Norden der Provinz Buenos Aires in Argentinien. Laut einer Schätzung von 2019 hat der Partido 24.971 Einwohner auf 3.116 km². Der Verwaltungssitz ist die Stadt Coronel Vidal.

## Orte
Mar Chiquita ist in 14 Ortschaften und Städte, sogenannte Localidades, unterteilt.
- Coronel Vidal (Verwaltungssitz)
- General Pirán
- La Armonía
- Mar Chiquita
- Mar de Cobo
- La Baliza
- La Caleta
- Santa Clara del Mar
- Atlántida
- Camet Norte
- Frente Mar
- Playa Dorada
- Santa Elena
- Vivoratá